# الانفجار الغباري

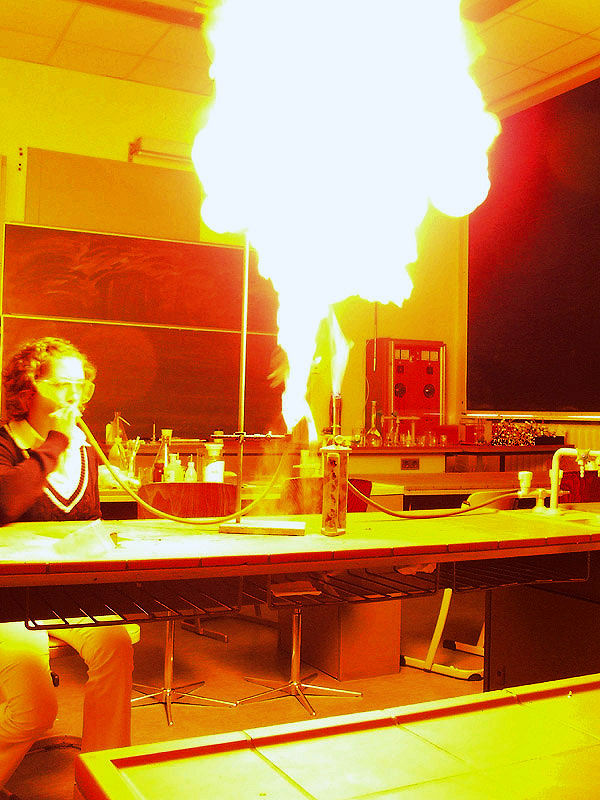
احتراق في المخبر لمسحوق الليكوبوديوم

الانفجار الغباري هو الاحتراق السريع للجسيمات الدقيقة العالقة في الهواء داخل مكان مغلق. يمكن أن تحدث انفجارات الغبار في حالة وجود أي مادة مبعثرة من المسحوق القابل للاحتراق بتركيزات كافية في الغلاف الجوي أو في أي وسط مؤكسد غازي آخر مثل الأكسجين النقي. في الحالات التي يلعب فيها الوقود دور مادة قابلة للاحتراق يُعرف الانفجار بانفجار الوقود والهواء.
تعد الانفجارات الغبارية من المخاطر المتكررة في مناجم الفحم ومصاعد الحبوب والبيئات الصناعية الأخرى. كما يتم استخدامها بشكل شائع من قبل فناني المؤثرات الخاصة وصانعي الأفلام وفنيي الألعاب النارية، نظرًا لمظهرها المذهل والقدرة على احتواءها بأمان في ظل ظروف معينة يتم التحكم فيها بعناية.
تستخدم الأسلحة الحرارية هذا المبدأ عن طريق إشباع منطقة بسرعة بمادة قابلة للاشتعال ثم إشعالها لإنتاج انفجار. هذه الأسلحة هي أقوى الأسلحة غير النووية في الوجود.

## تعريف
في حالة حدوث احتراق سريع في مكان محصور، يمكن أن تتراكم ضغوط زائدة هائلة، مما يتسبب في أضرار كبيرة في الهيكل الإنشائي مع توليد حطام متطاير. يمكن أن ينتج عن الإطلاق المفاجئ للطاقة من «الانفجار» موجة صدمة تحدث إما في الهواء الطلق أو في مكان محصور. إن كانت سرعة انتشار اللهب بسرعة أقل من سرعة الصوت، فإن هذه الظاهرة تسمى أحيانًا «الاحتراق»، ومن الشائع استخدام كلمة «انفجار» للتعبير عن الظاهرتين.
يمكن تصنيف الانفجارات الغبارية على أنها إما «أولية» أو «ثانوية». قد تحدث الانفجارات الغبارية الأولية داخل الحاويات ومعدات العمل ويتم التحكم فيها بشكل عام عن طريق تخفيف الضغط من خلال مجاري مبنية لهذا الغرض تصل إلى الجو الخارجي. الانفجارات الغبارية الثانوية هي نتيجة تراكم وانتشار الغبار داخل المبنى مرة أخرى نتيجة للانفجار الأولي مما يؤدي إلى انفجار أكثر خطورة يمكن أن يؤثر على الهيكل الإنشائي بأكمله. تاريخياً، الدمار الكبير والوفيات المرافقة له كانت بسبب الانفجارات الغبارية الثانوية.

## الشروط المطلوبة لحدوث الانفجارات الغبارية

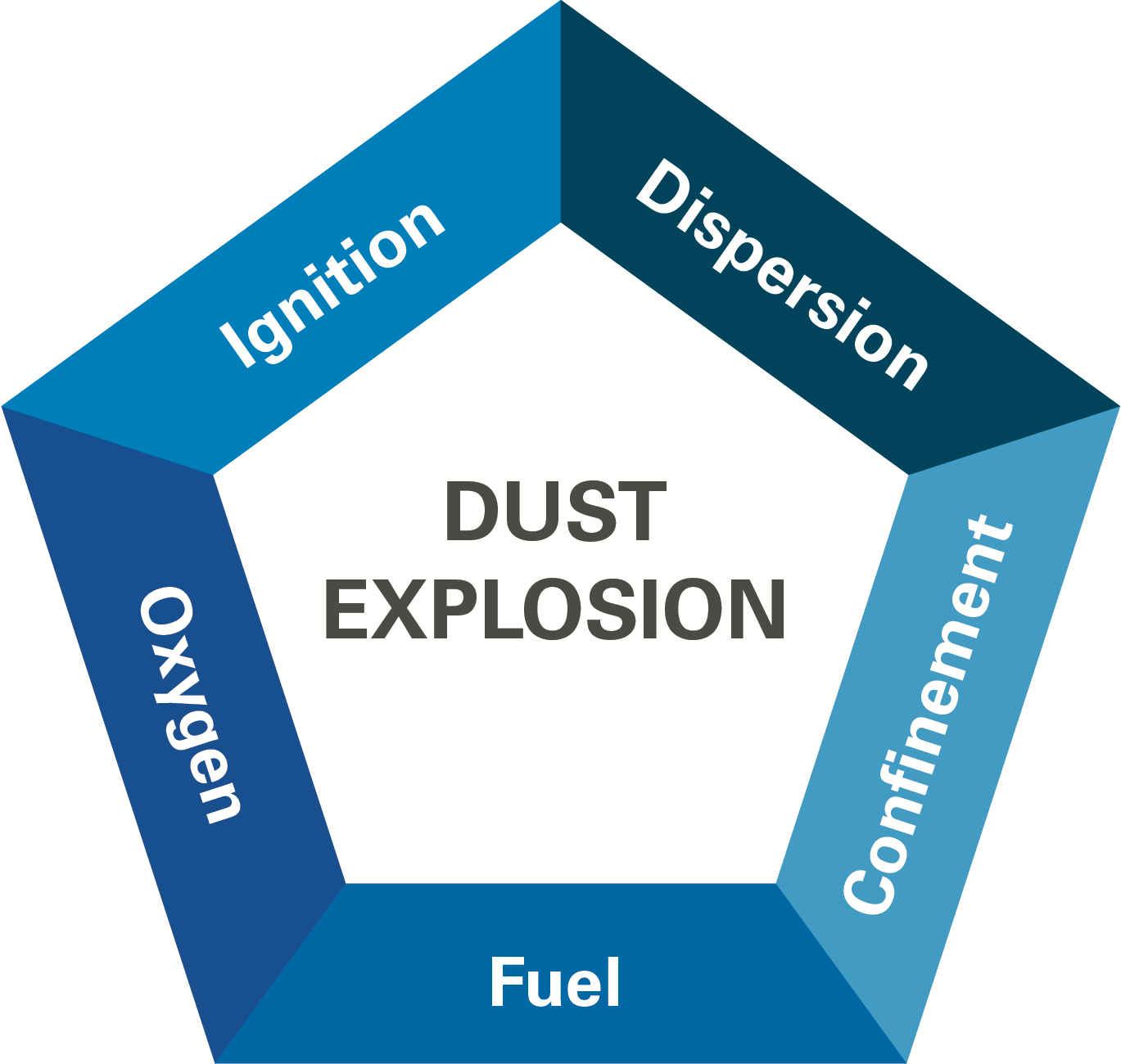
رسم بياني يوضح الشروط الخمسة التي يجب توفرها لحدوث الانفجارات الغبارية

هناك خمسة شروط ضرورية لحدوث الانفجار الغبار:
- غبار قابل للاشتعال
- انتشار الغبار في الهواء بتركيز عالي
- وجود عامل مؤكسد (عادة الأكسجين الجوي)
- وجود مصدر اشتعال
- وجود منطقة محصورة - كبناء مغلق على سبيل المثال

### مصادر الغبار

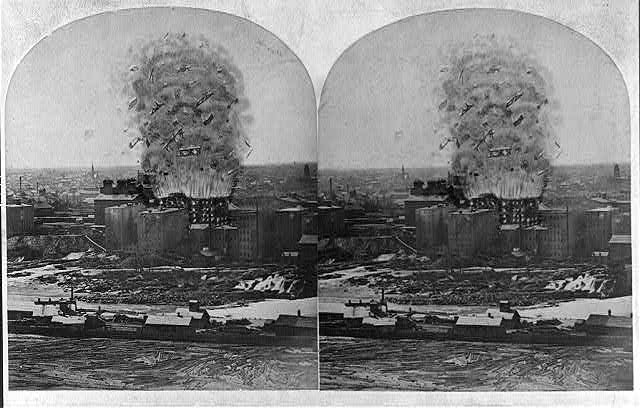
عرض مجسم عام 1878 لكارثة الطاحونة العظيمة

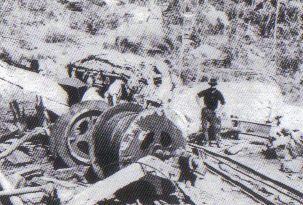
كارثة منجم جبل موليجان في أستراليا عام 1921. تم قذف براميل الكابلات هذه على مسافة 50 قدمًا (15 م) من موضع وجودها بعد انفجار غبار الفحم.

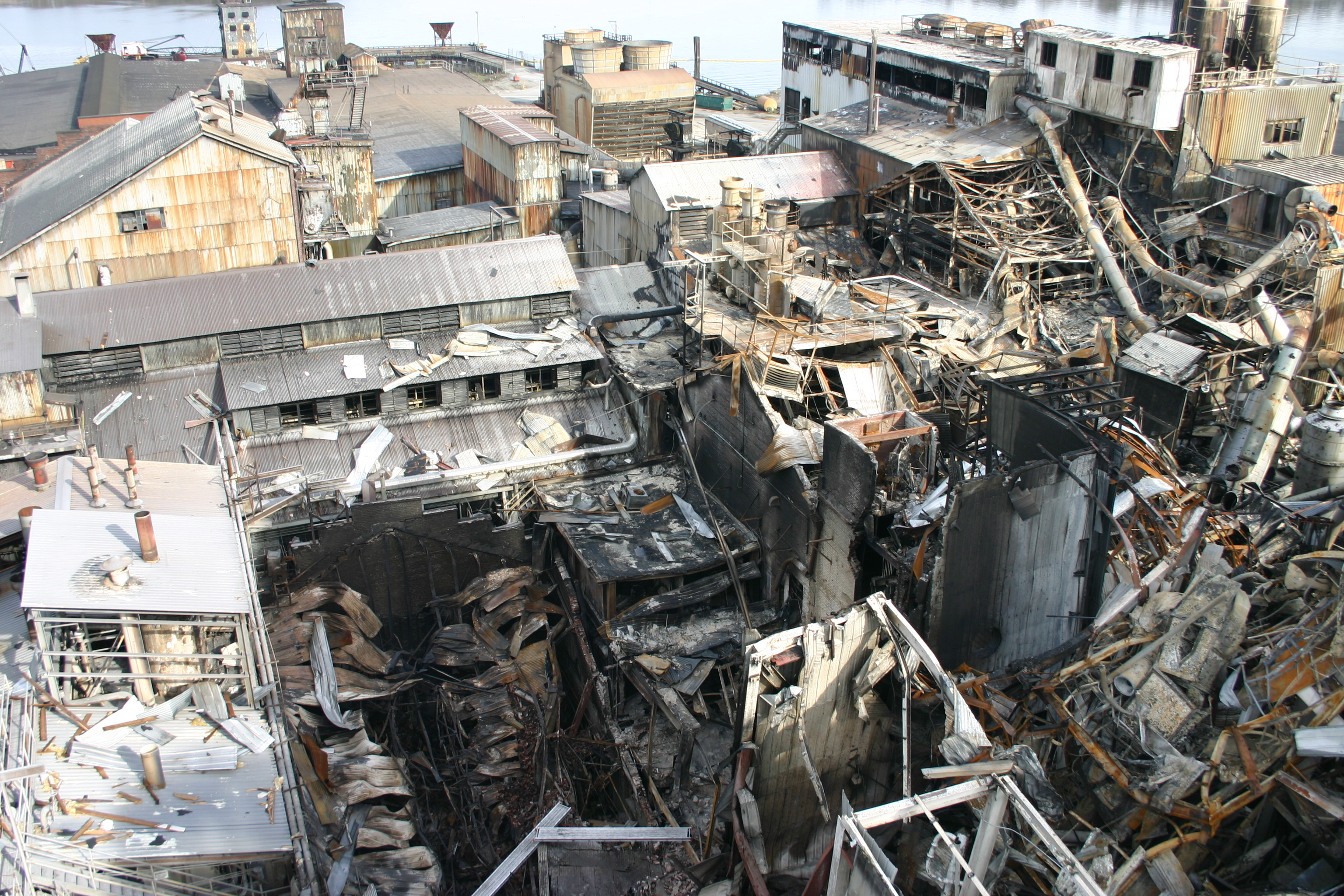
آثار انفجار عام 2008 في إمبريال شوجر في بورت وينتورث ، جورجيا ، الولايات المتحدة

## آلية حدوث الانفجارات الغبارية

تجرية انفجار غبار في الهواء الطلق
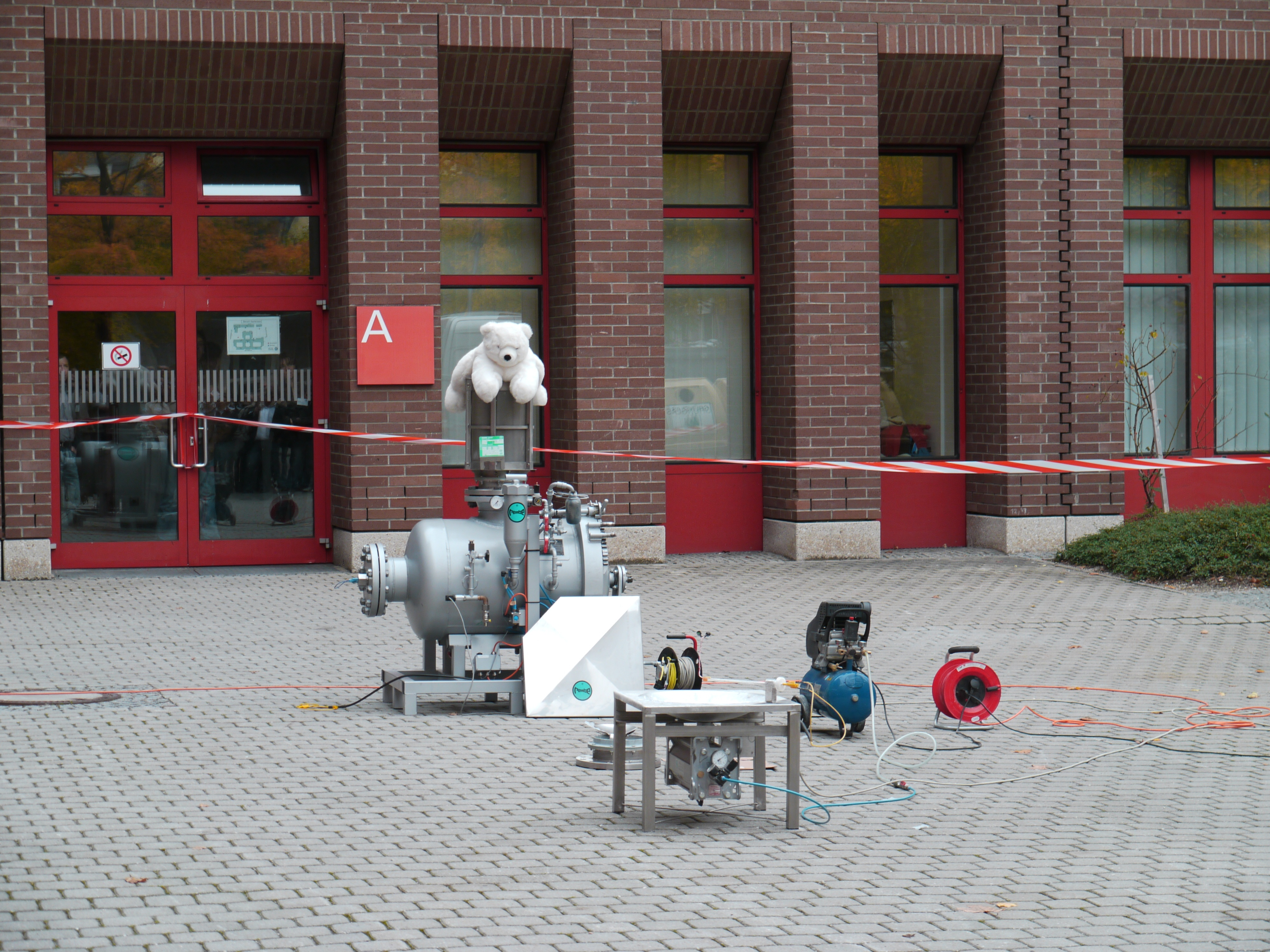
الإعداد للتجربة
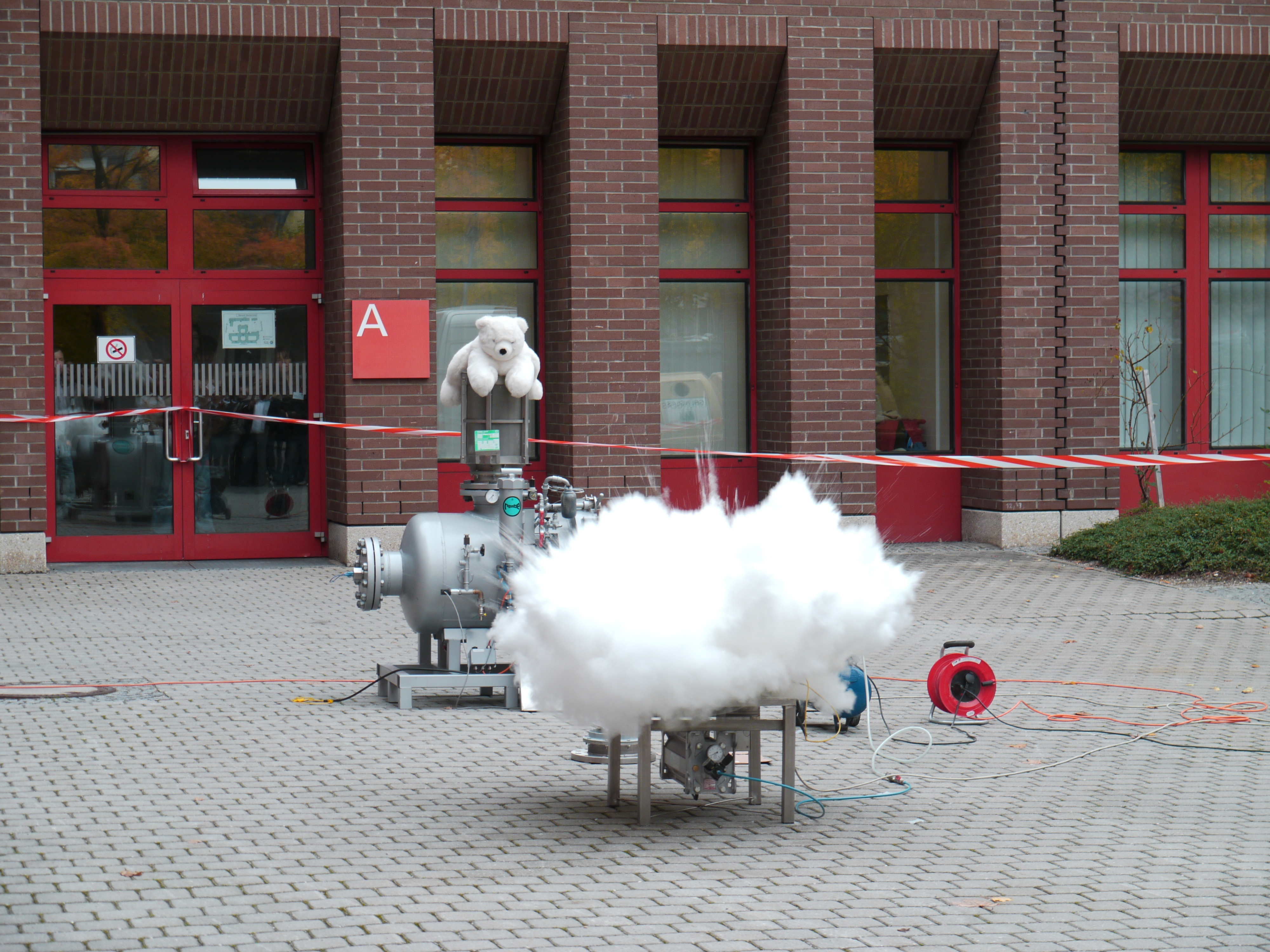
يتم نشر الدقيق في الهواء
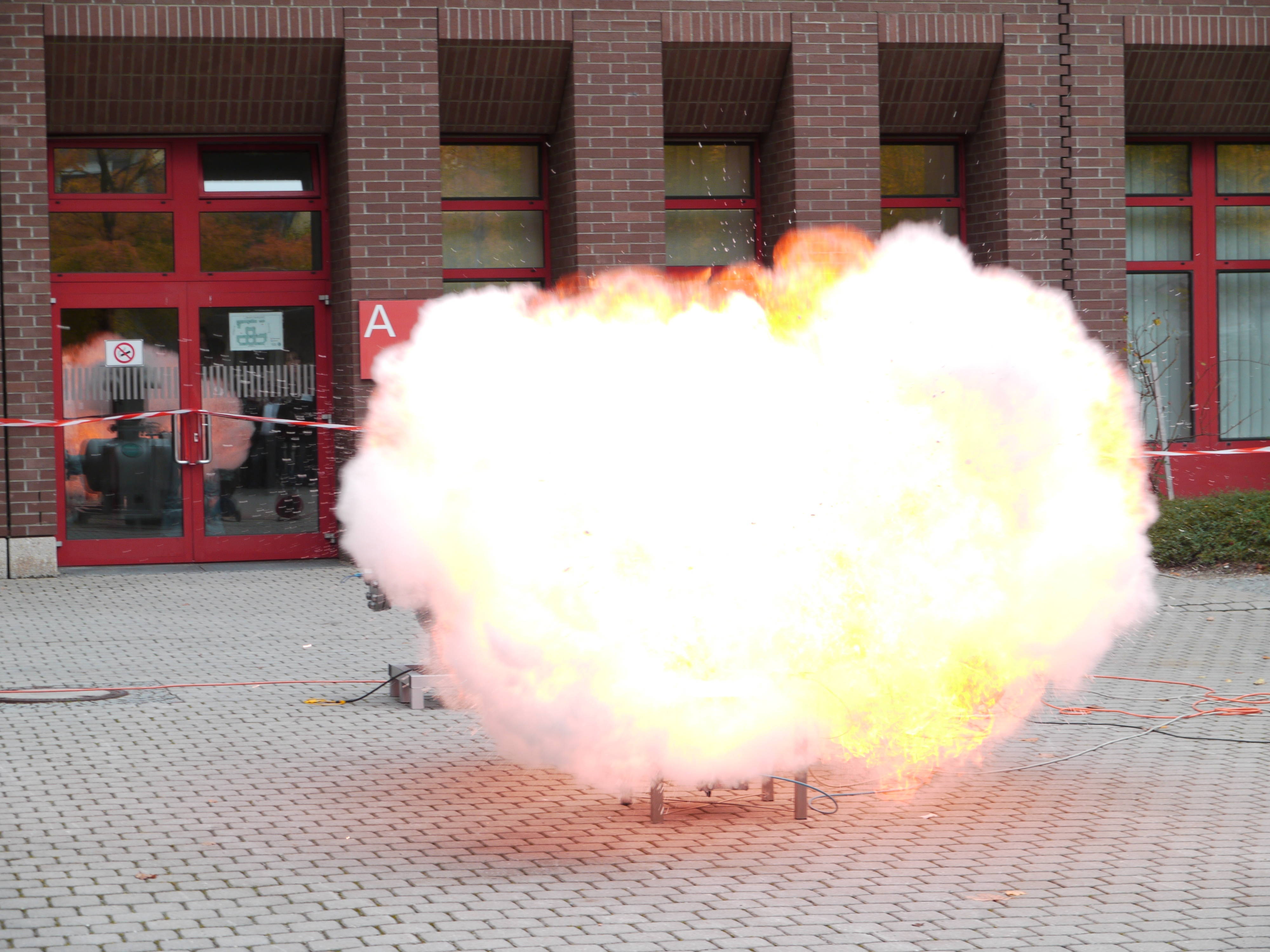
اشتعلت سحابة الطحين
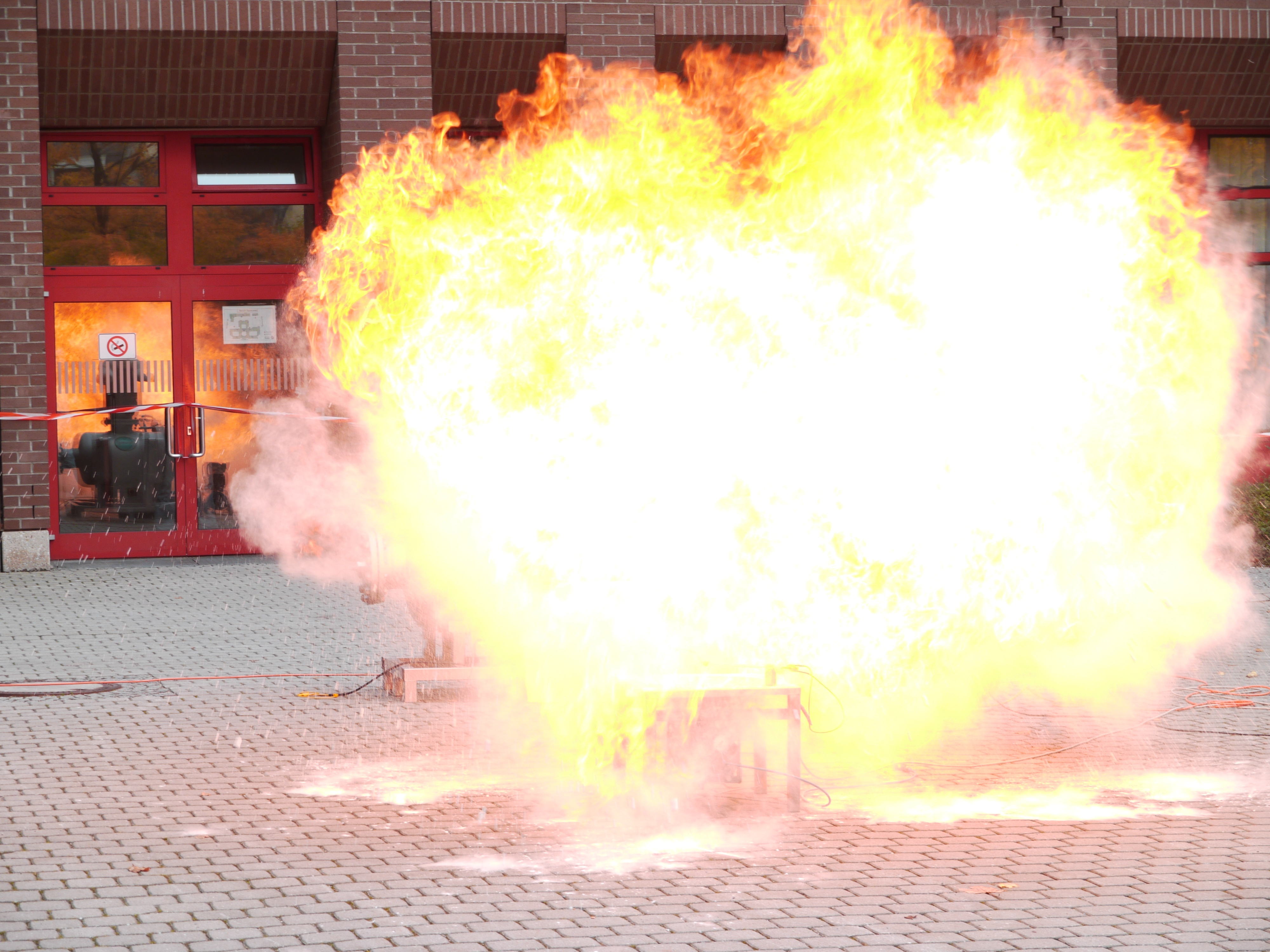
انتشار الكرة النارية بسرعة
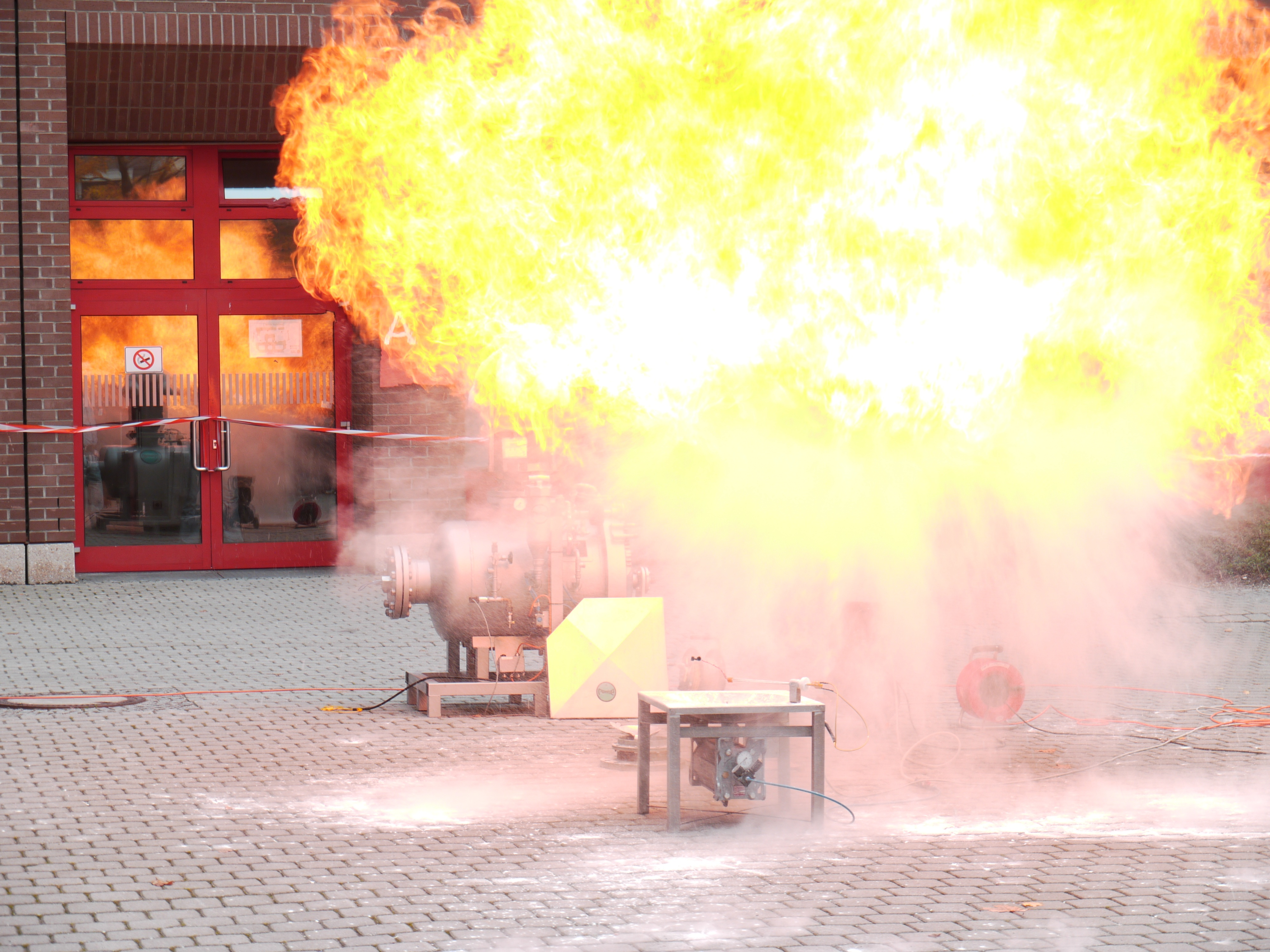
الكرة النارية
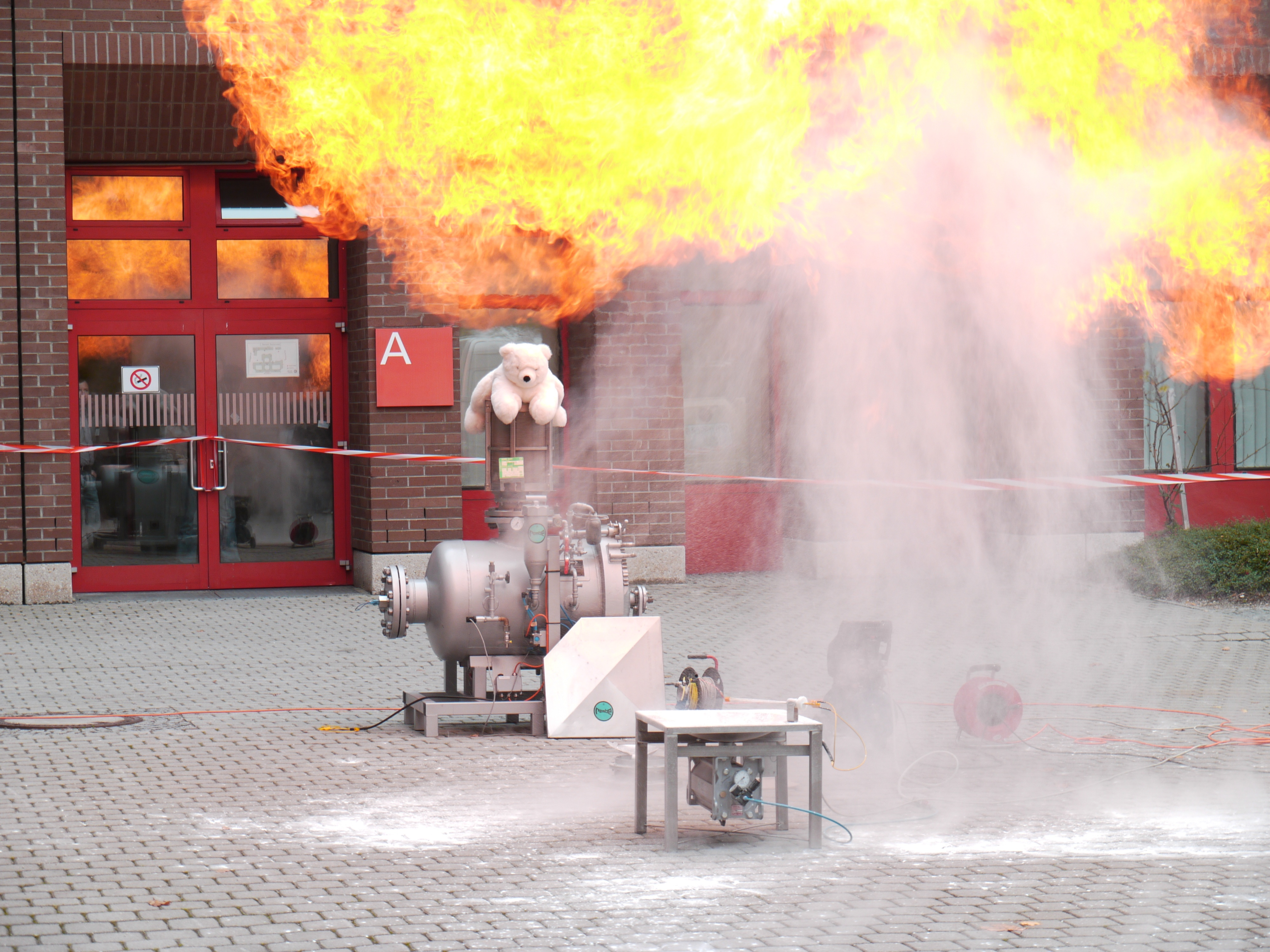
ترتفع كرة النار والغازات شديدة الحرارة
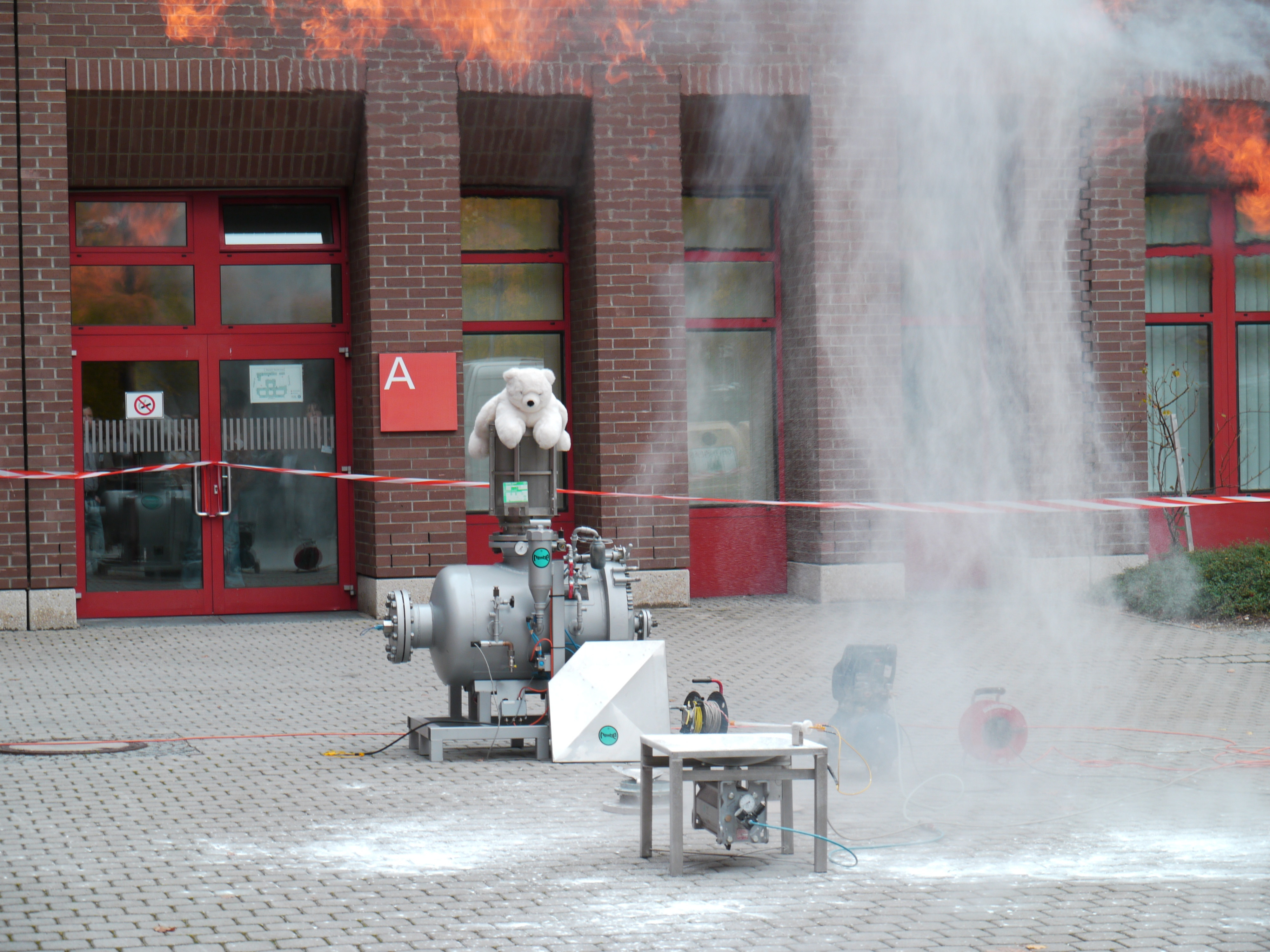
في نهاية الانفجار مع دقيق غير محترق على الأرض

## الحماية والتخفيف من الأضرار

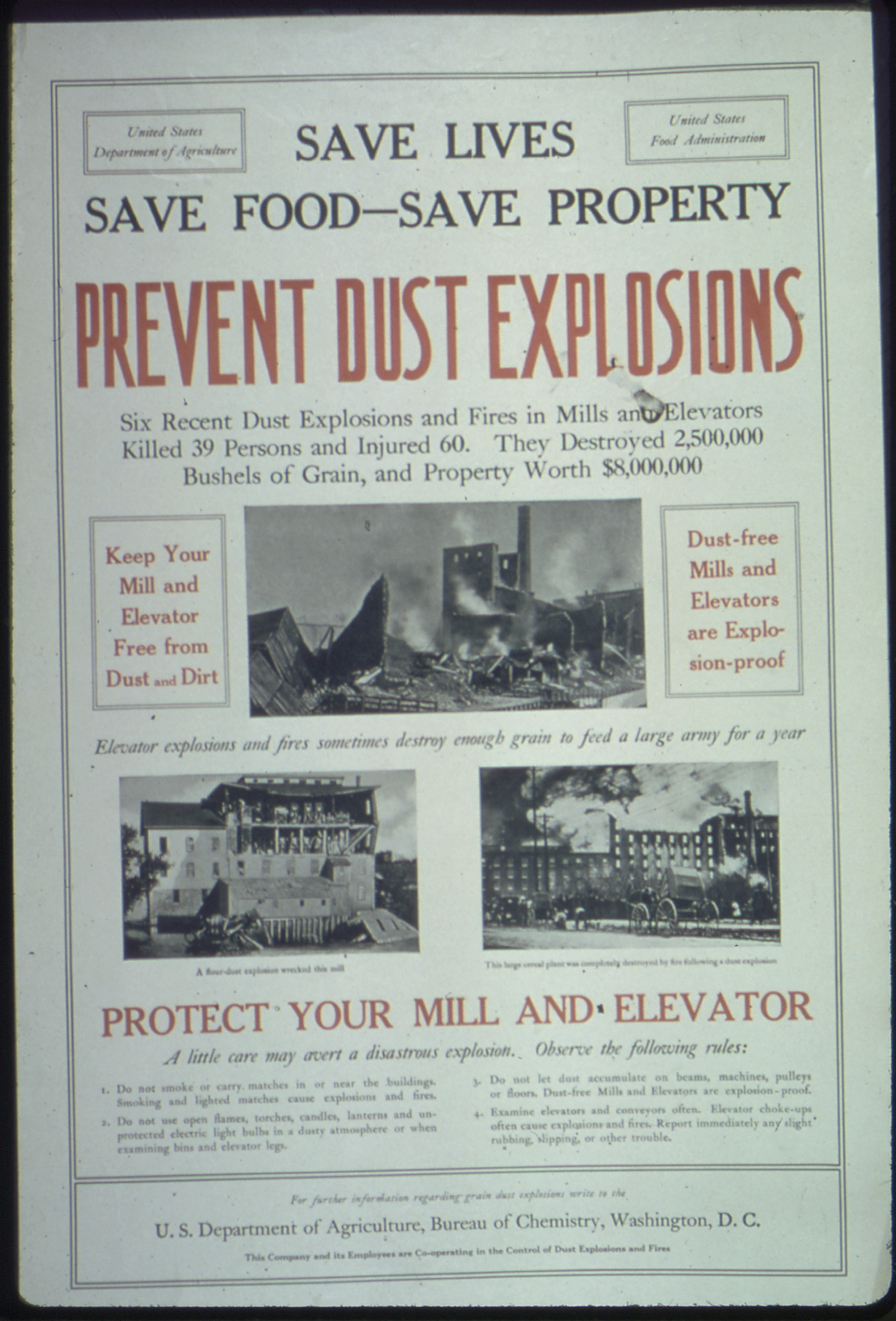
حذر هذا الملصق الأمريكي أثناء الحرب العالمية الأولى من انفجارات غبار الحبوب